# Pedro Bantigue
Pedro Bantigue y Navididad, né le 31 janvier 1920 à Hagonoy et mort le 20 novembre 2012 à San Pablo aux Philippines, est un prélat catholique philippin.

## Biographie
Pedro Bantigue est ordonné prêtre en 1945. En 1961, il est nommé évêque auxiliaire de Manille et évêque titulaire de Catula (de), puis évêque de San Pablo (Laguna) en 1967. Bantigue a pris sa retraite en 1996 et est mort le 20 novembre 2012 dans son diocèse.

## Sources
- (en) Catholic hierarchy